# Uckange
Uckange är en kommun i departementet Moselle i regionen Grand Est (tidigare regionen Lorraine) i nordöstra Frankrike. Kommunen ligger i kantonen Florange som tillhör arrondissementet Thionville-Ouest. År 2022 hade Uckange 7 001 invånare.

## Befolkningsutveckling
Antalet invånare i kommunen Uckange
| Referens: INSEE |